# جون إل. سميث
جون إل. سميث (بالإنجليزية: John L. Smith)‏ هو لاعب كرة قدم أمريكية أمريكي، ولد في 15 نوفمبر 1948 في أيداهو فولز في الولايات المتحدة.